# Drapeau de Taunton (Massachusetts)
 (janvier 2021).
La mise en forme du texte ne suit pas les recommandations de Wikipédia : il faut le « wikifier ».
Les points d'amélioration suivants sont les cas les plus fréquents. Le détail des points à revoir est peut-être précisé sur la page de discussion.
- Les titres sont pré-formatés par le logiciel. Ils ne sont ni en capitales, ni en gras.
- Le texte ne doit pas être écrit en capitales (les noms de famille non plus), ni en gras, ni en italique, ni en « petit »…
- Le gras n'est utilisé que pour surligner le titre de l'article dans l'introduction, une seule fois.
- L'italique est rarement utilisé : mots en langue étrangère, titres d'œuvres, noms de bateaux, etc.
- Les citations ne sont pas en italique mais en corps de texte normal. Elles sont entourées par des guillemets français : « et ».
- Les listes à puces sont à éviter, des paragraphes rédigés étant largement préférés. Les tableaux sont à réserver à la présentation de données structurées (résultats, etc.).
- Les appels de note de bas de page (petits chiffres en exposant, introduits par l'outil «  Source ») sont à placer entre la fin de phrase et le point final[comme ça].
- Les liens internes (vers d'autres articles de Wikipédia) sont à choisir avec parcimonie. Créez des liens vers des articles approfondissant le sujet. Les termes génériques sans rapport avec le sujet sont à éviter, ainsi que les répétitions de liens vers un même terme.
- Les liens externes sont à placer uniquement dans une section « Liens externes », à la fin de l'article. Ces liens sont à choisir avec parcimonie suivant les règles définies. Si un lien sert de source à l'article, son insertion dans le texte est à faire par les notes de bas de page.
- La présentation des références doit suivre les conventions bibliographiques. Il est recommandé d'utiliser les modèles {{Ouvrage}}, {{Chapitre}}, {{Article}}, {{Lien web}} et/ou {{Bibliographie}}. Le mode d'édition visuel peut mettre en forme automatiquement les références.
- Insérer une infobox (cadre d'informations à droite) n'est pas obligatoire pour parachever la mise en page.

Pour une aide détaillée, merci de consulter Aide:Wikification.
Si vous pensez que ces points ont été résolus, vous pouvez retirer ce bandeau et améliorer la mise en forme d'un autre article.
Le drapeau de Taunton, dans le Massachusetts, également connu sous le nom de Taunton Flag et de Liberty and Union Flag, est le drapeau de la ville de Taunton, Massachusetts, aux États-Unis. Le drapeau a été adopté pour la première fois en 1774 et a depuis été adopté comme drapeau de Taunton. Il se compose d'un Red Ensign avec le Union Jack dans le canton marqué des mots «Liberty and Union» dans la partie inférieure.

## Histoire
Le drapeau a été adopté pour la première fois le 21 octobre 1774 après que les Fils de la Liberté eurent chassé les loyalistes américains de Taunton. Le révérend Caleb Barnum a proposé un plan pour un symbole d'opposition à la Couronne et de soutien à l'indépendance américaine. En commémoration, les Patriots ont érigé un poteau de la liberté de 112 pieds (34,1376 m) de haut à l'extérieur du palais de justice de Taunton et de la maison de l'avocat conservateur loyaliste Daniel Leonard,. Sur celui-ci, ils ont élevé un Red Ensign avec les mots «Liberty and Union» cousus dessus.
Le drapeau de Taunton a été l'un des premiers drapeaux utilisés dans les treize colonies pour exprimer les dissensions contre la Couronne. Il symbolisait initialement la fidélité sous-jacente à la Couronne, le drapeau de l'Union étant considéré comme les couleurs du roi. La popularité du drapeau a augmenté grâce à la publication de celui-ci par le Boston Evening-Post dans un article. L'épouse de William McKinstry, le seul loyaliste autorisé à rester, a exprimé son dédain pour le drapeau de Taunton et, en réponse, des femmes patriotes l'ont traînée hors de chez elle et l'ont forcée à marcher devant le pôle de la liberté où le drapeau volait,. Une version ultérieure du drapeau de Taunton a été créée en incluant le slogan «Liberty  and Union» sur un Union Jack.

## Aujourd'hui

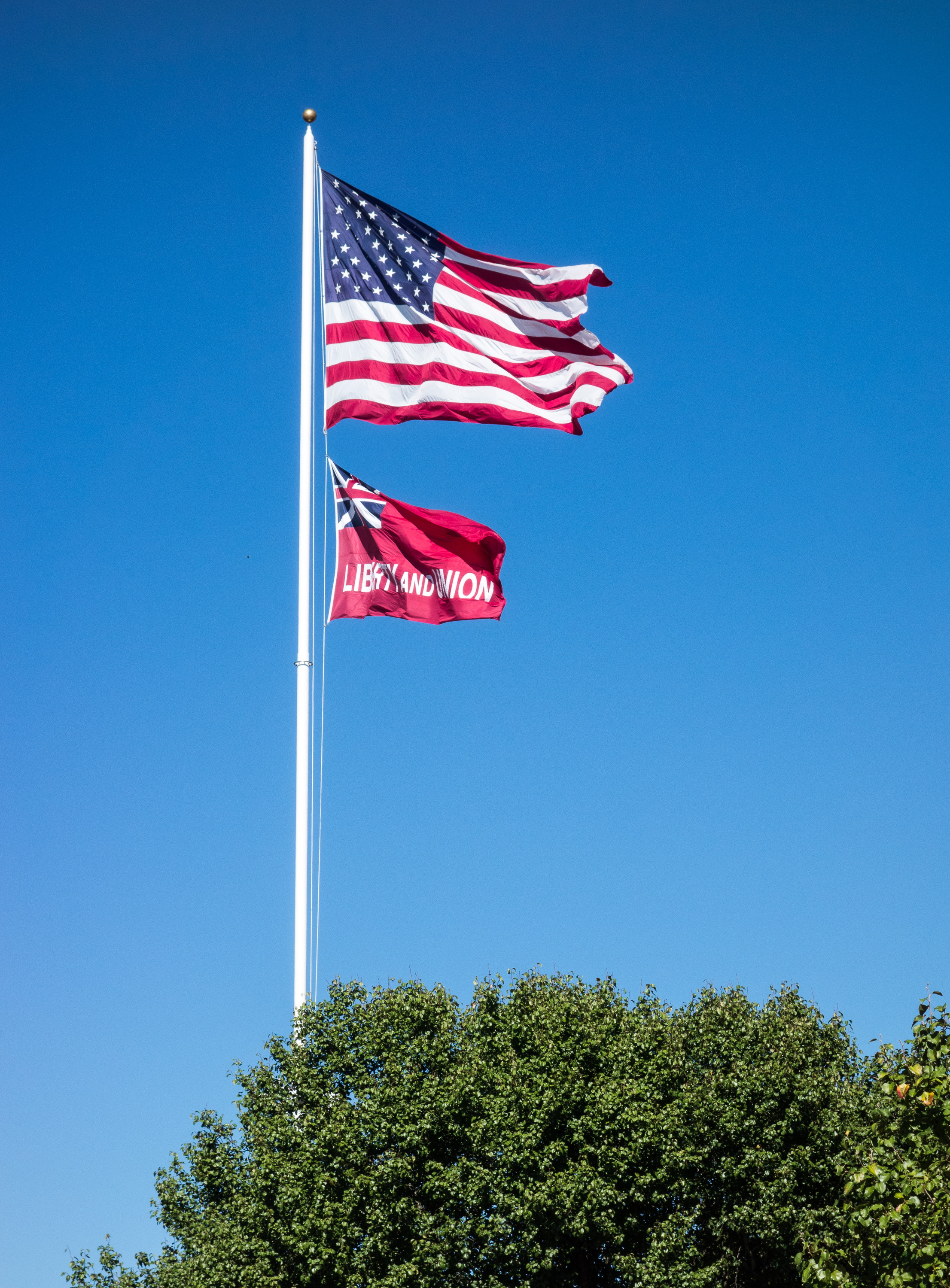
Le drapeau de Taunton flotte sous le drapeau des États-Unis au-dessus de Taunton Green en septembre 2016.

Le drapeau actuel a été adopté comme drapeau de la ville de Taunton par une résolution du conseil municipal de Taunton le 19 octobre 1974. On ne sait pas à quoi ressemblait le drapeau original; la conception actuelle est basée sur une description incomplète contemporaine d'un journal.
Le drapeau flotte dans le quartier historique de Taunton Green aux côtés du drapeau des États-Unis,. Il vole également devant la mairie de Taunton et d'autres bâtiments de la ville, ainsi que de nombreuses maisons privées.
Il a également été symboliquement élevé à l'extérieur du Old Colony History Museum de Taunton à l'occasion du 350e anniversaire de la ville.
Chaque automne, Taunton organise un festival de la Liberté et de l'Union pour commémorer les événements d'octobre 1774 et célébrer le drapeau de Taunton,.
En plus d'être le drapeau officiel de Taunton, Massachusetts, il est également le drapeau officiel de Weymouth, New Jersey . La raison invoquée pour utiliser le drapeau est que "sa période historique est correcte, il maintient en vie un ancêtre de notre Stars and Stripes, et parce qu'il est toujours en production et donc bon marché". Comme à Taunton, on peut le voir voler devant la mairie de Weymouth.